# Helicolenus percoides
Helicolenus percoides (лат.) — вид морских лучепёрых рыб из подсемейства Sebastinae семейства скорпеновых. Встречается в прибрежных районах Австралии и Новой Зеландии. Длина тела до 47 см, масса 1,4 кг. Колючки на голове и спинном плавнике ядовиты.
Обитает на континентальном шельфе Австралии и Новой Зеландии около дна на глубине от 50 до 750 метров. Предпочитает каменистые рифы, молодые особи встречаются в глубоких прибрежных рифах. Продолжительность жизни может достигать 42 лет. Питается креветками, кальмарами и рыбой. Естественными врагами являются трубачёвые и солнечник.
Рыба живородящая. Личинки вымётываютя при достижении длины около 1 мм.
На Тасмании местные жители употребляют рыбу в пищу, используя её в основном для приготовления ухи. Экономическое значение рыбы второстепенно, попадается в качестве прилова при добыче креветок.